# Erstarren (Baustoff)

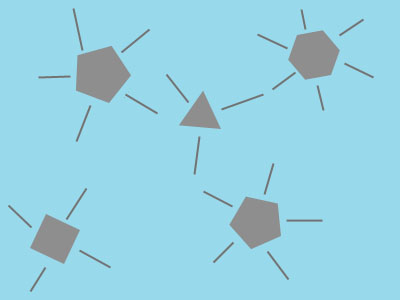
Zementkörner während der Phase des Erstarrens

Das Erstarren (veraltet Abbinden) ist die zweite Phase der Hydratation und stellt die definierte Viskositätszunahme von Zementleim durch Wasserbindung (Einlagerung von Kristallwasser) in Beton oder Mörtel dar. In dieser Phase, die frühestens nach einer Stunde (Phase des Ansteifens) beginnen darf, erstarrt der Zementleim über eine Dauer von zwölf Stunden. Anschließend erfolgt die Phase des Erhärtens, bis der Baustoff nach 28 Tagen seine Normfestigkeit erreicht hat. Die Erhärtung ist nach Ablauf der 28 Tage noch nicht abgeschlossen und dauert weiterhin an.   
Es ist anzumerken, dass Beton oder Mörtel, der bereits erstarrt, nicht mehr verarbeitet werden darf. Geschieht dies trotzdem, kann die Hydratation nicht mehr vollständig ablaufen und der Baustoff die geforderte Normfestigkeit nicht erreichen. Es gilt daher, die Verarbeitungszeit des Baustoffes zu beachten. Je nach Anforderung in der Bauausführung kann durch die Zugabe von Zusatzmitteln das Erstarren des Betons verzögert oder beschleunigt werden.
Anmerkung: 

Der beschriebene Vorgang hat mit dem Erstarren in der Physik oder einer  Gesteinsschmelze nichts gemeinsam. Ersteres entspricht dem Gefrieren von Flüssigkeiten, zweiteres erfolgt meist durch Auskristallisieren von Mineralen im Magma.